# زمان اروگوئه
زمان اروگوئه ساعت و زمان استاندارد کشور اروگوئه است. این کشور در طول جغرافیایی مناسب برای جبران منطقه زمانی یوتی‌سی ۴:۰۰- و یوتی‌سی ۳:۰۰- جای گرفته است، اما در واقع از یوتی‌سی ۳:۰۰- بهره می‌برد. اروگوئه پیش‌تر از اکتبر تا مارس زمان تابستانی (یوتی‌سی ۲:۰۰-) را رعایت می‌کرد. در ۳۰ ژوئن ۲۰۱۵، دولت اروگوئه با ایجاد منطقه زمانی یوتی‌سی ۳:۰۰- در تمام طول سال تصمیم به لغو DST گرفت. اصطلاح UYT برای نشان‌دادن زمان ویژه اروگوئه در درون و بیرون از کشور بهره برده می‌شود.